# Dengang i 70'erne
Dengang i 70'erne (originaltitel: That '70s Show) er en amerikansk sitcom, der i USA blev sendt i perioden 1998-2006. I Danmark har serien været udsendt i flere omgange på TV 2 Zulu. Serien handler om dagliglivet hos en gruppe af 6 teenagere og deres familier i den fiktive by Point Place i Wisconsin i slutningen af 1970'erne. Der blev produceret 200 episoder fordelt på otte sæsoner.
De fleste af seriens medvirkende var ret ukendte, da serien først blev udsendt, men med 9-11 millioner seere i gennemsnit pr. afsnit de første seks sæsoner virkede den som et springbræt for flere af de medvirkende til efterfølgende tv-/filmkarrierer.

## Seriens figurer
De centrale figurer i serien er følgende:

### Teenagere
- Topher Grace – Eric Forman, Eric er gruppens leder, men samtidig den nervøse og lidt feminine dreng.
- Laura Prepon – Donna Pinciotti, Donna er gruppen oprindelige pige. Hun kæmper for kvinders rettigheder, og er maskulin i forhold til Eric.
- Danny Masterson – Steven Hyde, “Hyde” er gruppens hårde person. Han tror ikke på regeringen og har mange teorier om alt.
- Ashton Kutcher – Michael Kelso, “Kelso” er gruppens dumme, flotte dreng. Pigerne kan lide ham, og han kan også rigtig godt lide piger. Han testet mange forsøg, og kommer altid ud for ulykker.
- Mila Kunis – Jackie Burkhart, Jackie bliver introduceret som “Kelso”s nye kæreste. Hun er en rigtig diva, og går meget op i hendes popularitet.
- Vilmer Valderrama – Fez, Fez er udlændingen, som skal forsøge at passe ind. Han er anderledes end de andre. Og han taler med accent.
- Lisa Robin Kelly – Laurie Forman, Laurie er Erics storesøster, hun er billig, og har sovet sammen med stort set alle i byen. Hende og Eric har et had til hinanden.
- Josh Meyers - Randy Pearson

### Voksne
- Debra Jo Rupp – Kitty Forman, Kitty er moren til Eric og Laurie. Hun er meget nervøs, og griner hele tiden. Hun er meget overbeskyttende og holder med Eric.
- Kurtwood Smith – Red Forman, Red er faren til Eric og Laurie. Han er meget hård over for Eric, og giver ham masser af gode råd til livet- efterfulgt af opgaver til Eric.
- Don Stark – Bob Pinciotti, Bob er faren til Donna, han er meget modsat til Red, og laver en masse mærkelige ting.
- Tanya Roberts – Midge Pinciotti, Migde er Donnas mor. Hun er dum og og drengene synes at hun er smuk.
- Tommy Chong – Leo, Leo bliver “Hyde”s chef, og er altid høj. Leo bliver lidt af en faderlig figur til “Hyde”. Han er altid forvirret, men afslappet.

## Seriens basis
Eric er den let kiksede teenager, der bor hos sine forældre og i begyndelsen også den ældre søster Laurie i den lille, fiktive by, Point Place. Ved siden af bor den skønne Donna med sine forældre, og da de to teenagere har kendt hinanden siden de var små, bliver de forelskede i hinanden. De to har en række venner, der er mere eller mindre særprægede: Kelso, der er ufatteligt uintelligent og selvoptaget, men samtidig så flot, at han konstant kommer sammen med den ene eller den anden pige, den kyniske og småkriminelle Hyde, den stærkt forfængelige og selvoptagede Jackie, der især går op i udseende og rigdom samt den læspende udvekslingsstudent Fez (et ordspil på det engelske "Foreign Exchange Student"), der i starten bliver hundset med, men tolereret af de øvrige, men efterhånden får sin egen plads i gruppen.
Teenager-gruppen har fast mødepunkt i familien Formans kælder, hvor de foretager sig adskillige ting, som forældrene ovenpå helst ikke skal vide. Blandt gruppens tilbagevendende ritualer er brugen af euforiserende stoffer, hvilket tv-mæssigt vises ved, at kameraet drejer rundt som fra centrum i den cirkel, de unge udgør, mens de på skift kommer med forskellige flippede udsagn, og mens røgen breder sig i baggrunden. Det er typisk Hyde, der er leverandør af stofferne.
Sex er ligeledes et væsentligt omdrejningspunkt, og især Eric og Donnas forhold er stærkt baseret på sex. Men også Kelsos forhold til skiftende piger (kvinder) er centralt. Han kommer i en periode sammen med Jackie, men hun vender sig derpå til Hyde. Samtidig er den smålumre Fez meget interesseret i sex – han lægger således ikke skjul på, at han udspionerer Donna – og efterhånden får han forhold til forskellige kvinder, der falder for hans eksotiske fremtræden (det afsløres aldrig, hvor han kommer fra, men hans hjemland nedgøres ofte).
Et andet fast tema er Erics forhold til sine forældre. Faderen, Red, er veteran fra Koreakrigen og indædt kommunisthader og republikaner. Han er en knarvorn mand, der som regel vrænger sine holdninger ud og ofte truer de unge med at plante sin fod i deres bagdel. Især er Red dybt frustreret over sin slapsvans af en søn, og han viser ham ingen tillid (de få gange, han forsøger, bliver han blot bekræftet i sin opfattelse).
Omvendt er Kitty, Erics mor, en hønemor, der overbeskytter sin søn. Hun er selv ret usikker, hvilket hun dækker over med en meget støjende latter samt et alkoholforbrug, som hun forgæves søger at dække over. Hendes forhold til Red er meget skiftende: De kan ind imellem kaste sig over hinanden seksuelt, mens de også kan have nogle drabelige sammenstød, som Red søger at undgå ved at forskanse sig i garagen.
Naboerne, Bob og Midge, er mere velhavende, da Bob ejer en hvidevareforretning, hvor Red på et tidspunkt bliver ansat. Parret bliver dog skilt på et tidspunkt, hvorpå Midge forsvinder ud af serien. Den vennesæle Bob får i stedet forskellige kortere og længere forhold til andre kvinder, men sørger samtidig godt for datteren Donna.
Ved siden af denne kerne optræder ind imellem Erics storesøster Laurie, der er en udsvævende kvinde, som også bringer forældrene sorger. Den yngre Kelso er i en periode hendes kæreste. Den aldrende hippie Leo er en anden biperson, der dukker op i flere epioder. Han er en rar fyr, der har mistet meget af sin hukommelse, sandsynligvis på grund af stofmisbrug.
I seriens sidste sæson er Eric og Kelso skrevet ud af historien, da skuespillerne på det tidspunkt havde fået roller i andre sammenhænge. Der blev forsøgt at sætte to andre personer ind, den smarte og flinke Josh, der er lun på Donna, som jo havde mistet Eric (han var rejst til Afrika), samt stripperen Samantha, som Hyde blev gift med i en brandert. Men udskiftningen blev dårligt modtaget af seerne, og serien sluttede derfor efter sæsonen.

## Tilbagevendende indslag

### Drømmesekvenser
Serien bruger en række effekter, som er med til at give den sit særpræg. En af disse effekter er drømmesekvenser, der viser en af figurernes tanker eller drømme. Disse drømmesekvenser gør ofte brug af parodier på film som Rocky, Star Wars og Grease. En anden variant er, at figurerne på skift giver deres opfattelse af den samme situation, da det skal forestille, at de tilstedeværende personer alle oplever den første af drømmene og derpå kan give deres version. Drømmesekvenserne vises normalt i bobler, der kendes fra tegneserier, men undertiden opfatter man kun indirekte, at der er tale om drømme, hvis den drømmende selv tror, at scenen er virkelig.

### Split-skærm
Her vises to situationer i samme billede, hvor skærmen er delt, typisk vandret. Effekten bruges ofte til at vise to af personerne, der snakker med hinanden i hver del af skærmen. Ofte er det en af hvert køn, som spørger om hjælp til det samme problem, hvor den anden prøver at hjælpe. Det bliver normalt brugt af parrene, som har brug for hjælp til deres forhold. Typisk ser man helt forskellige syn på samme situation i de to dialoger.

### Rundkredsen
Her optræder et varerende antal af figurerne i en scene, hvor de formodes at sidde i en rundkreds om et bord. Kameraet er placeret i cirklens centrum og filmer på skift personerne i nærbillede, mens de siger deres replikker, hvorpå kameraet skifter til den næste i kredsen. Ind imellem optræder en overraskende figur som den sidste i kredsen, hvilket giver en komisk effekt (f.eks. gymnastiklæreren, en hund eller en klovnefigur).
Rundkredsen bruges især til at illustrere gruppens brug af hash, hvilket dog ikke vises direkte, men i stedet antydes via figurernes surrealistiske udtalelser samt røg i baggrunden.

### Overgange
Som overgang mellem scenerne i episoderne anvendes små klip, hvor en eller flere af figurerne danser eller på anden måde optræder på en psykedelisk-udseende baggrund.

### Seriens tid
Dengang i 70'erne foregår fra maj 1976 til nytårsaften 1979. Da serien foregik over otte sæsoner, er tidsudviklingen i historien sat ned i fart. Det giver anledning til adskillige tidsmæssige uregelmæssigheder. F.eks. bliver Eric 17 år i en episode, der foregår i 1976, mens Hyde, der antydes ældre end Eric, fejrer sin 18-års fødselsdag i 1978. Senere bliver Eric 18 samme år, hvilket altså er to år efter hans 17-års fødselsdag.
Da Hyde senere får en pladebutik, ses en Led Zeppelin-plakat, der stammer fra sommeren 1979, og da der følger en række episoder efter, må nogle af disse foregå i 1980, skønt sidste episode foregår i 1979. I en episode ses også Blondie-pladen Warchild, der blev udsendt i 1982.
Hver episodes årstal fremgår af det nærbillede af en nummerplade, der optræder i sidste billede i episodens indledning.

## Musik
Seriens kendingsmelodi er "In the Street" indspillet af Todd Griffin, senere af Cheap Trick. Sangen er skrevet af Alex Chilton og Chris Bell fra gruppen Big Star. Nummeret spilles i indledningstraileren, og i de første syv sæsoner ser man seriens figurer siddende i en bil på skiftende pladser, mens de ser ud til at skråle med på sangen. I sidste sæson præsenteres skuespillerne i rundkreds, hvor de på skift mimer til (dog ikke Red). I visse andre episoder optræder også varianter af præsentationen. Sangen slutter med, at der råbes "Hello Wisconsin!", i første sæson af Hyde, men senere af en af musikerne.
I flere episoder anvendes tidstypisk musik fra slutningen af 1970'erne, der også er udsendt på plade.

## Seriens skabere
Serien blev skabt af ægteparret Bonnie og Terry Turner, der tidligere havde stået bag serien Mælkevejen 1.th samt Mark Brazill.